# عوض (إيران)
عوض هي مدينة تقع في إيران في محافظة فارس مقاطعة لارستان. يقدر عدد سكانها بـ 14,315 نسمة وترتفع عن سطح البحر 950 متر.

## التسمية
عوض هو اسم علم مذكر من أصل عربي، ومعناه هو البديل الخلف الدهر.

## عدد السكان
یبلغ عدد سكان مدينة «عوض» التاريخية إلى 23,821 نسمة وکلهم من السنة

## الموقع الجغرافي والتاریخ
تقع مدینة «عوض» التاريخية في سهل بين جبلين من جبال زاغروس الجنوبية، وعلى بعد 40 كيلومترا في الشمال الغربي من مدينة لار و 340 كيلومترا في الجنوب الشرقي من مدينة شيراز في محافظة فارس على ارتفاع أكثر من 1000 متر فوق مستوى سطح البحر.
تحدها من الشمال مقاطعة جویم، ومن الجنوب مقاطعة لامِرد، ومن الغرب مدینة خنج، ومن الشرق مدینتی گراش ولار.
یقال أن المدینة کانت مأهولة بالسكان قبل بزوغ الدیانة الإسلامیة.

## اللغة واللهجة
یتکلم أهل المدینة اللغة الفارسیة واللارستانیة باللهجة الأتشومية والتي تعود جذورها إلی اللغة الفارسية الوسطى (پهلوی).

## الدين
على عكس أكثر الأجزاء الأخرى من إيران، الإسلام السني هو الدين المهيمن في عوض.

## معالم أثریة وسیاحیة ودینیة
یوجد بالمدینة بعض المعالم الأثرية، مثل المنازل القديمة المبنية من اللبن علی سطحها الملاقف العظيمة والجميلة «أبراج الرياح للتبريد»، کما یوجد بها حمام قدیم يُعرف بـ«حمام البلدیة»، ومخازن مياه قدیمة بنیت بأسلوب معماری قدیم، وهناک قلعة علی جبل على بعد 3 كم من المدینة تعرف باسم «قلعة برويزة» (في اللهجة المحلية: پروده) یوجد بها کثیر من المعالم الأثرية.
وأما بالنسبة للمعاهد الشرعية فتوجد بمدینة عوض ثلاثة معاهد شرعية: معهد الإمام الشافعي للبنین، ومعهد خديجة الكبرى للبنات، ومعهد أحمدية العالي فی تخصص الشریعة، ویتوافد إليها سنويا طلاب من جميع أنحاء إيران، بما في ذلك طهران، تربت جام، كردستان، بلوشستان، خراسان، بوشهر، وهرمزكان وگلستان.

## الأنشطة الدینیة والاجتماعیة والسیاسیة
تقام فی المدینة کثیر من الدورات الدینية والتربوية والثقافية کتعلیم القرآن الکریم والأحادیث النبوية، وتفسیر القرآن الکریم، لکافة شرائح المجتمع.